# عمرال‌لار
عمرال‌لار (ترکی آذربایجانی: Ömrallar) یک منطقهٔ مسکونی در جمهوری آرتساخ است که در استان مارتونی واقع شده‌است.